# Chiesa di San Pietro delle Passere

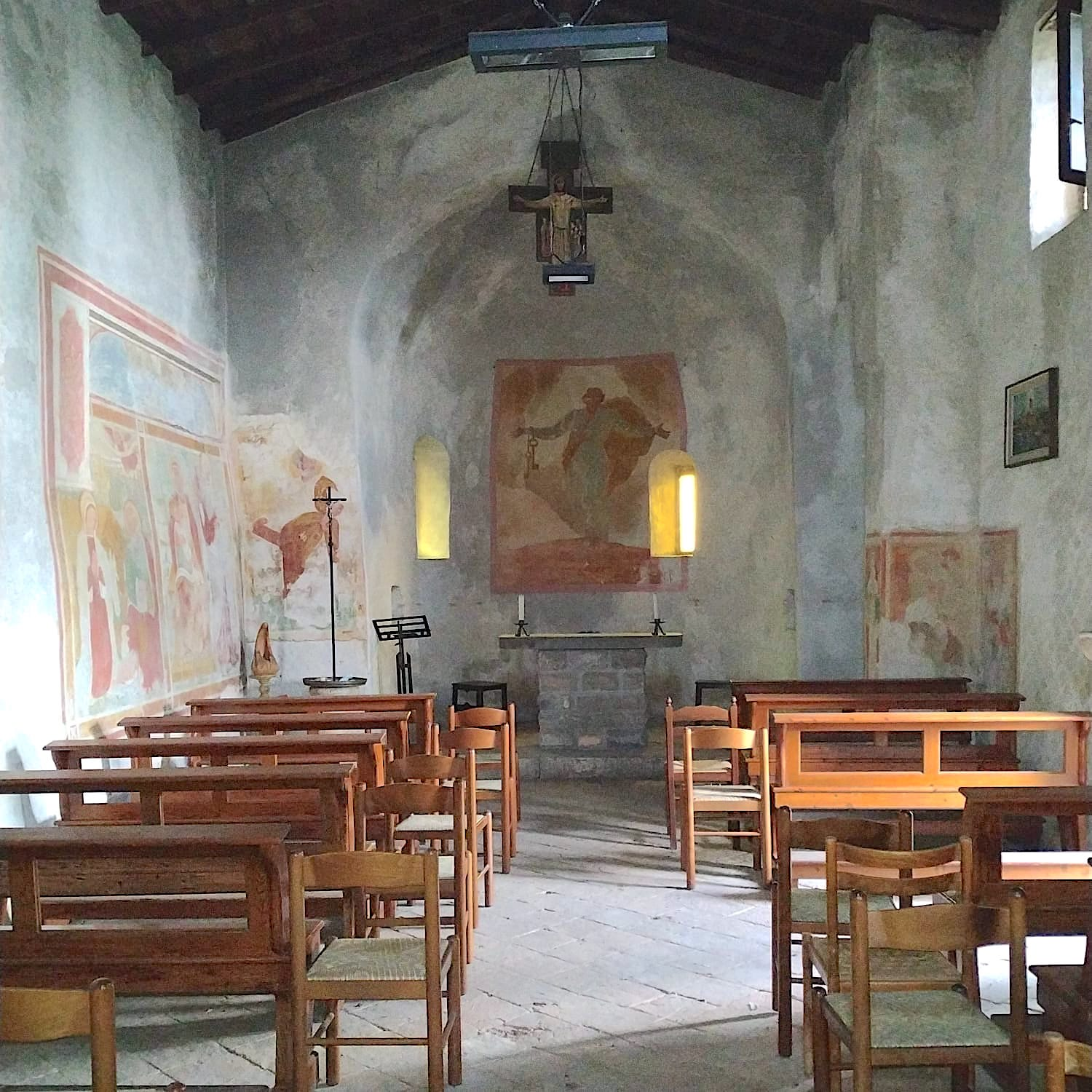
Interno della chiesa di San Pietro delle Passere

La chiesa di san Pietro delle Passere si trova nel territorio del comune di San Paolo d'Argon, in provincia di Bergamo e diocesi di Bergamo.

## Storia e descrizione
Si tratta di un edificio ecclesiale risalente alla prima metà dell'XI secolo, con interventi ricostruttivi effettuati in periodi successivi: i più importanti di essi sono stati effettuati nel 1335, altri nel corso del XVI e XVII secolo. I materiali utilizzati nella prima costruzione provenivano da luoghi nelle vicinanze: ciottoli di fiume, frantumi di laterizi, pietre di diversa dimensione e qualità. 
Nel XVIII secolo vi fu aggiunto un campanile poi eliminato nel XX secolo e sostituito da un piccolo e grazioso campanile a vela che si inserisce correttamente nella struttura architettonica dell'edificio.
La chiesa è a pianta rettangolare con un'abside semicircolare la cui facciata esterna è suddivisa da lesene piatte.
All'interno sono presenti alcuni affreschi cinquecenteschi: sulla parete sinistra si può osservare una cornice rossa e oro, la quale mostra le scene della Natività, della Madonna del latte e Sant'Antonio abate. La cornice è a sua volta decorata da scritte gotiche che risalgono al 1524. Nell'abside vi è un affresco, attribuito ad Antonio Cifrondi, raffigurante san Pietro in Gloria.
L'edificio è un ulteriore esempio dell'architettura romanica bergamasca.